# Quan tài

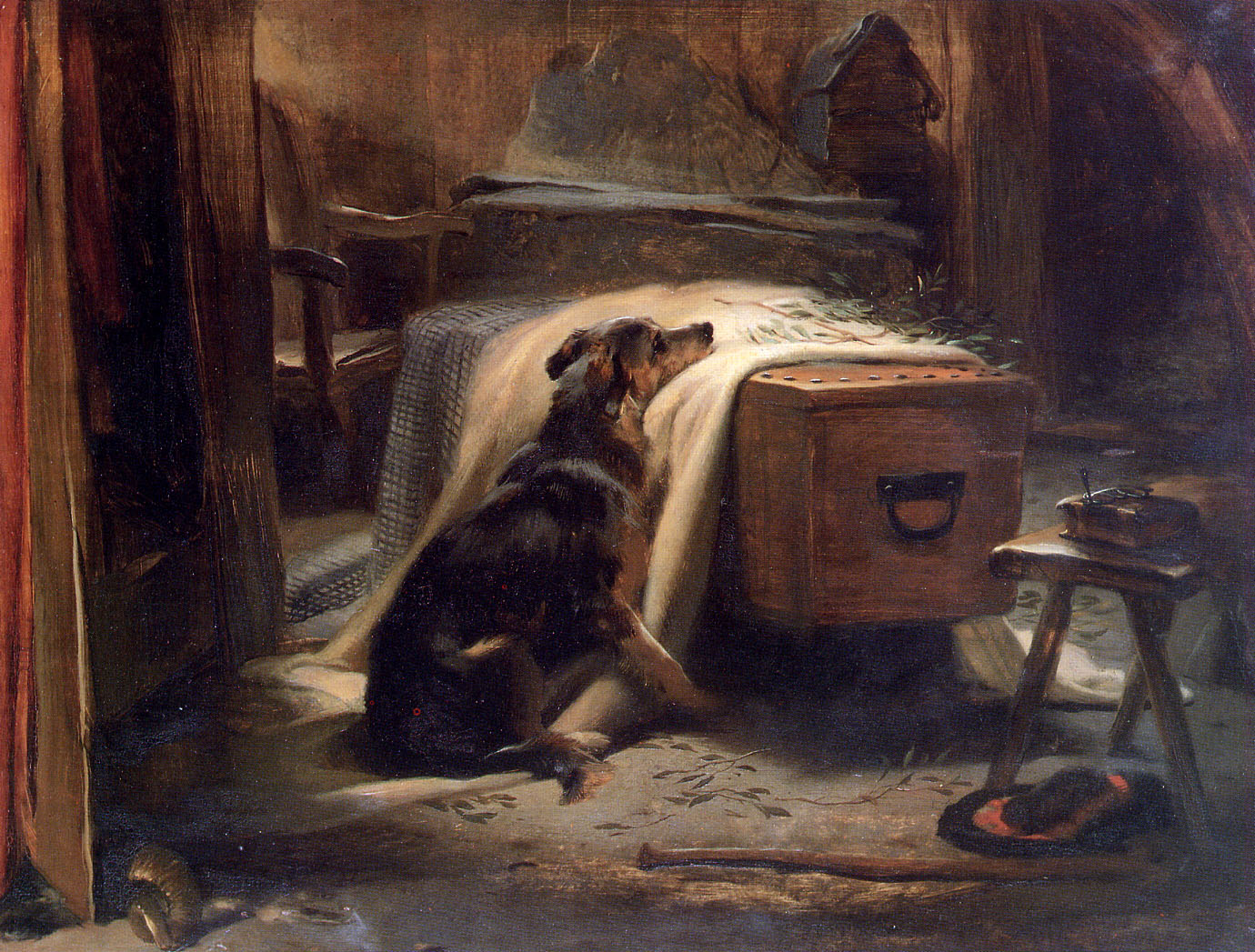
The Old Shepherd's Chief Mourner (Edwin Landseer, 1837)

Quan tài (tiếng Anh: coffin) là một hộp tang lễ được sử dụng để bảo quản thi hài đem đi chôn cất hoặc hỏa táng.
Từ này có hai hướng khác nhau. Tiếng Pháp cổ cofin, ban đầu có nghĩa là  giỏ, trở thành coffin trong tiếng Anh; hình thức tiếng Pháp của từ này hiện nay là couffin, có nghĩa là Cũi. Một sự khác biệt tạo ra giữa quan tài và bình đựng tro cốt: cái sau thường được hiểu là biểu thị bốn mặt hoặc tám mặt (hầu như luôn luôn là một hộp tang lễ hình hộp chữ nhật và bát giác dài), trong khi một cỗ quan tài thường là hộp tang lễ sáu mặt hoặc mười hai mặt (hầu như luôn luôn là một hộp hình lục giác hoặc hình đa giác 12 mặt kéo dài). Tuy nhiên, quan tài có một mặt từ 1 mảnh với một đường cong ở vai thay vì một khớp nối thường được sử dụng tại Vương quốc Anh (UK).

## Lịch sử
Các nhà khảo cổ đã tìm thấy bằng chứng sớm nhất về quan tài gỗ còn sót lại, có niên đại 5000 TCN, trong Mộ 4 tại Thiểm Tây, Trung Quốc. Họ cũng tìm thấy bằng chứng rõ ràng về một chiếc quan tài gỗ hình chữ nhật trong Mộ 152 tại một Di chỉ Bán Pha. Quan tài Bán Pha thuộc về một bé gái bốn tuổi; nó có kích thước 1,4 m (4,6 ft) x 0,55 m (1,8 ft) và dày 3–9 cm.
Các nhà khảo cổ đã khai quật được tới 10 chiếc quan tài gỗ tại địa điểm Văn hóa Đại Vấn Khẩu (4100–2600 TCN) tại Sơn Đông, Trung Quốc. Độ dày của quan tài, do số lượng khung gỗ trong thành phần của nó xác định, cũng nhấn mạnh đến đẳng cấp tước vị, như được đề cập trong Kinh Lễ, Tuân Tử và Trang Tử.
Các nhà khảo cổ đã tìm thấy ví dụ về điều này ở một số địa điểm thời kỳ đồ đá mới: quan tài đôi, sớm nhất được tìm thấy ở địa điểm Văn hóa Lương Chử (3400–2250 TCN) tại Chiết Giang, bao gồm một quan tài bên ngoài và một quan tài bên trong, trong khi quan tài ba, với những phát hiện sớm nhất từ các địa điểm Văn hóa Long Sơn (3000–2000 TCN) tại Sơn Đông, bao gồm hai quan tài bên ngoài và một bên trong.

## Thông lệ
Quan tài thường được chôn trực tiếp xuống đất, được đặt trong hầm mộ hoặc được hỏa táng. Ngoài ra, quan tài cũng có thể được đặt trong lăng mộ, nhà thờ, nhà nguyện.